# Michael Bosco Duraisamy
Michael Bosco Duraisamy (* 29. April 1929 in Gingee, Tamil Nadu; † 9. Juni 1999) war ein indischer Geistlicher und römisch-katholischer Bischof von Salem.

## Leben
Michael Bosco Duraisamy empfing am 17. Dezember 1955 das Sakrament der Priesterweihe.
Am 28. Februar 1974 ernannte ihn Papst Paul VI. zum Bischof von Salem. Der Erzbischof von Philadelphia, John Joseph Kardinal Krol, spendete ihm am 10. Juni desselben Jahres die Bischofsweihe; Mitkonsekratoren waren der Erzbischof von Pondicherry und Cuddalore, Venmani Selvanather, und der emeritierte Erzbischof von Pondicherry und Cuddalore, Ambrose Rayappan.